# North Barrow
North Barrow är en ort och civil parish i Storbritannien.   Den ligger i grevskapet Somerset och riksdelen England, i den södra delen av landet, 180 km väster om huvudstaden London. North Barrow ligger 53 meter över havet och antalet invånare är 142.
Terrängen runt North Barrow är platt, och sluttar västerut. Runt North Barrow är det ganska tätbefolkat, med 160 invånare per kvadratkilometer. Trakten runt North Barrow består till största delen av jordbruksmark.